# توماكو
توماكو هي مدينة مينائية وبلدية في إدارة نارينيو، كولومبيا. تقع في غرب البلاد على الحدود مع الإكوادور، وتتمتع بمناخ استوائي حار.

## المناخ
يظهر الجدول التالي التغييرات المناخية على مدار السنة لتوماكو:
| البيانات المناخية لـتوماكو                                          | البيانات المناخية لـتوماكو | البيانات المناخية لـتوماكو | البيانات المناخية لـتوماكو | البيانات المناخية لـتوماكو | البيانات المناخية لـتوماكو | البيانات المناخية لـتوماكو | البيانات المناخية لـتوماكو | البيانات المناخية لـتوماكو | البيانات المناخية لـتوماكو | البيانات المناخية لـتوماكو | البيانات المناخية لـتوماكو | البيانات المناخية لـتوماكو | البيانات المناخية لـتوماكو |
| الشهر                                                               | يناير                      | فبراير                     | مارس                       | أبريل                      | مايو                       | يونيو                      | يوليو                      | أغسطس                      | سبتمبر                     | أكتوبر                     | نوفمبر                     | ديسمبر                     | المعدل السنوي              |
| ------------------------------------------------------------------- | -------------------------- | -------------------------- | -------------------------- | -------------------------- | -------------------------- | -------------------------- | -------------------------- | -------------------------- | -------------------------- | -------------------------- | -------------------------- | -------------------------- | -------------------------- |
| الدرجة القصوى °م (°ف)                                               | 34.0 (93.2)                | 33.4 (92.1)                | 34.4 (93.9)                | 34.0 (93.2)                | 35.1 (95.2)                | 32.2 (90.0)                | 32.1 (89.8)                | 32.9 (91.2)                | 32.2 (90.0)                | 36.2 (97.2)                | 32.6 (90.7)                | 32.6 (90.7)                | 36.2 (97.2)                |
| متوسط درجة الحرارة الكبرى °م (°ف)                                   | 29.3 (84.7)                | 29.6 (85.3)                | 29.8 (85.6)                | 30.0 (86.0)                | 29.6 (85.3)                | 29.5 (85.1)                | 29.4 (84.9)                | 29.1 (84.4)                | 29.1 (84.4)                | 29.3 (84.7)                | 29.1 (84.4)                | 29.1 (84.4)                | 29.4 (84.9)                |
| متوسط درجة الحرارة الصغرى °م (°ف)                                   | 22 (72)                    | 22.5 (72.5)                | 22.7 (72.9)                | 22.5 (72.5)                | 21.9 (71.4)                | 21.9 (71.4)                | 21.9 (71.4)                | 21.8 (71.2)                | 22.3 (72.1)                | 21.7 (71.1)                | 21.9 (71.4)                | 22.0 (71.6)                | 22.1 (71.8)                |
| أدنى درجة حرارة °م (°ف)                                             | 16.6 (61.9)                | 16.0 (60.8)                | 17.1 (62.8)                | 16.4 (61.5)                | 16.0 (60.8)                | 16.4 (61.5)                | 17.0 (62.6)                | 16.6 (61.9)                | 17.2 (63.0)                | 16.2 (61.2)                | 17.0 (62.6)                | 16.8 (62.2)                | 16.0 (60.8)                |
| معدل هطول الأمطار مم (إنش)                                          | 287.0 (11.30)              | 230.9 (9.09)               | 217.6 (8.57)               | 330.9 (13.03)              | 308.3 (12.14)              | 277.8 (10.94)              | 129.6 (5.10)               | 111.7 (4.40)               | 105.2 (4.14)               | 80.9 (3.19)                | 73.8 (2.91)                | 138.1 (5.44)               | 2٬291٫8 (90.25)            |
| متوسط الأيام الممطرة                                                | 18                         | 14                         | 15                         | 18                         | 21                         | 19                         | 14                         | 13                         | 14                         | 12                         | 9                          | 15                         | 182                        |
| متوسط الرطوبة النسبية (%)                                           | 85                         | 85                         | 84                         | 84                         | 85                         | 86                         | 84                         | 84                         | 85                         | 85                         | 84                         | 86                         | 85                         |
| ساعات سطوع الشمس الشهرية                                            | 99.5                       | 121.2                      | 161.6                      | 141.5                      | 116.2                      | 92.0                       | 123.6                      | 115.7                      | 89.8                       | 106.1                      | 104.2                      | 102.7                      | 1٬374٫1                    |
| المصدر: INSTITUTO DE HIDROLOGIA METEOROLOGIA Y ESTUDIOS AMBIENTALES |                            |                            |                            |                            |                            |                            |                            |                            |                            |                            |                            |                            |                            |

## معرض صور

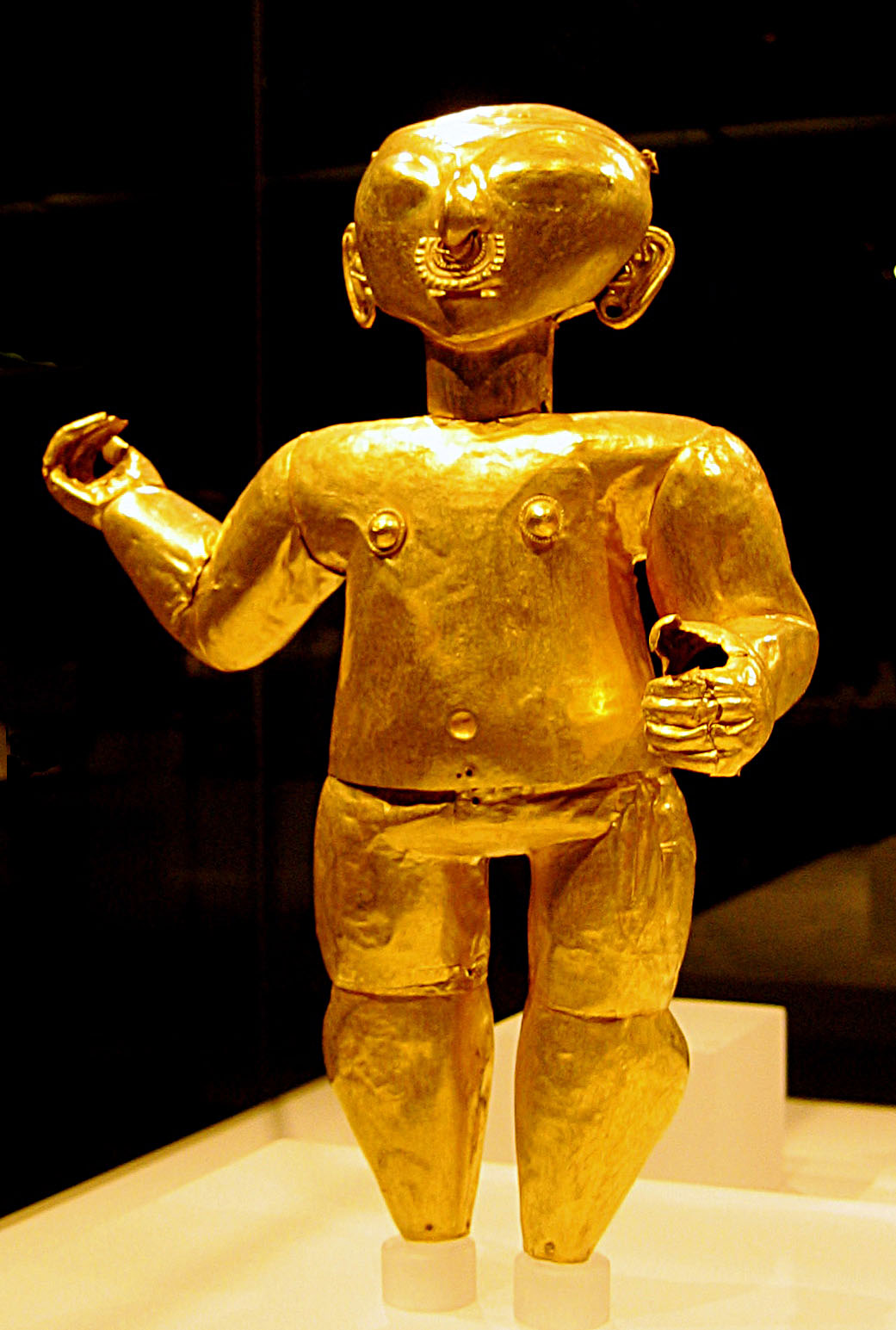
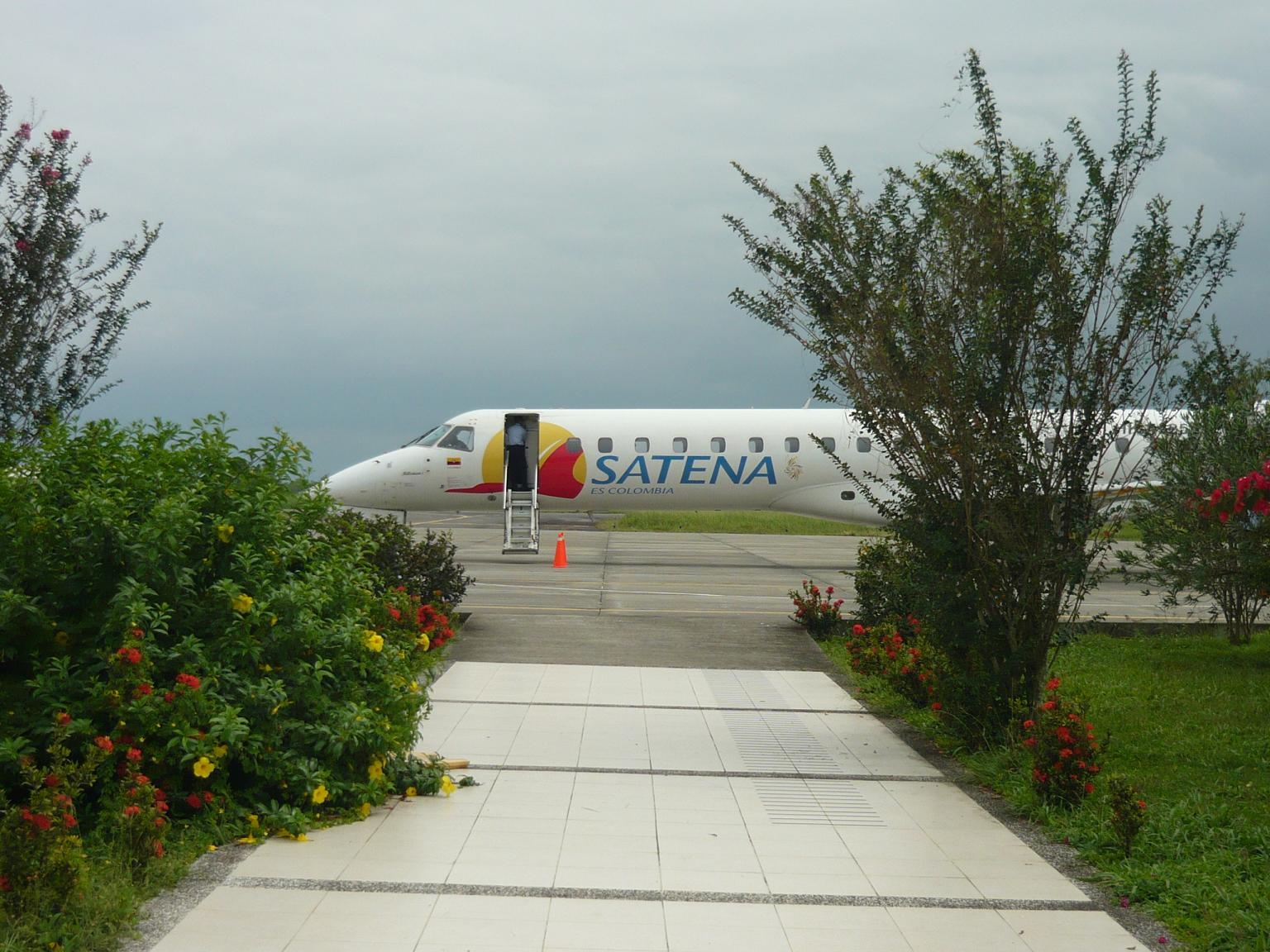
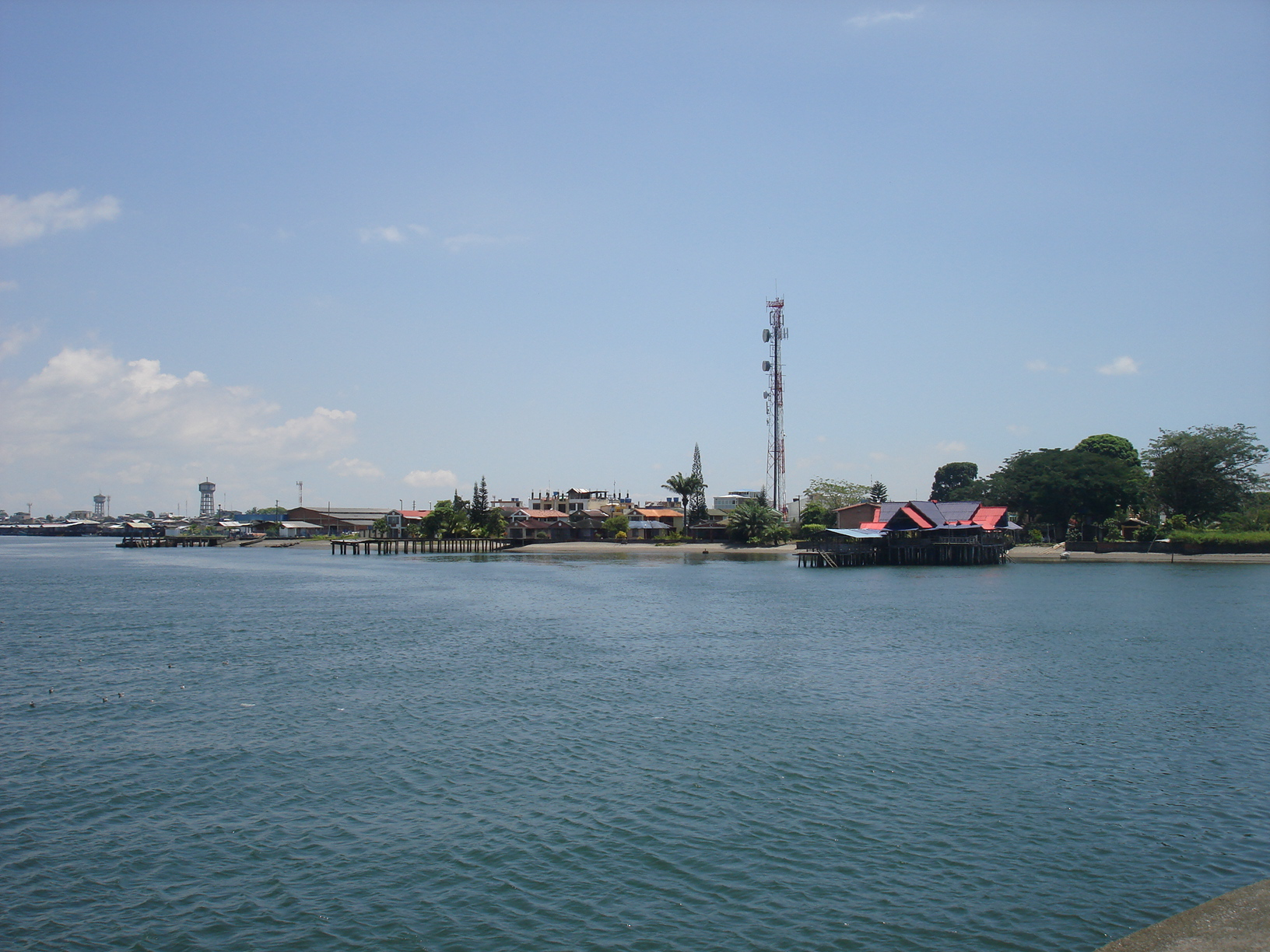
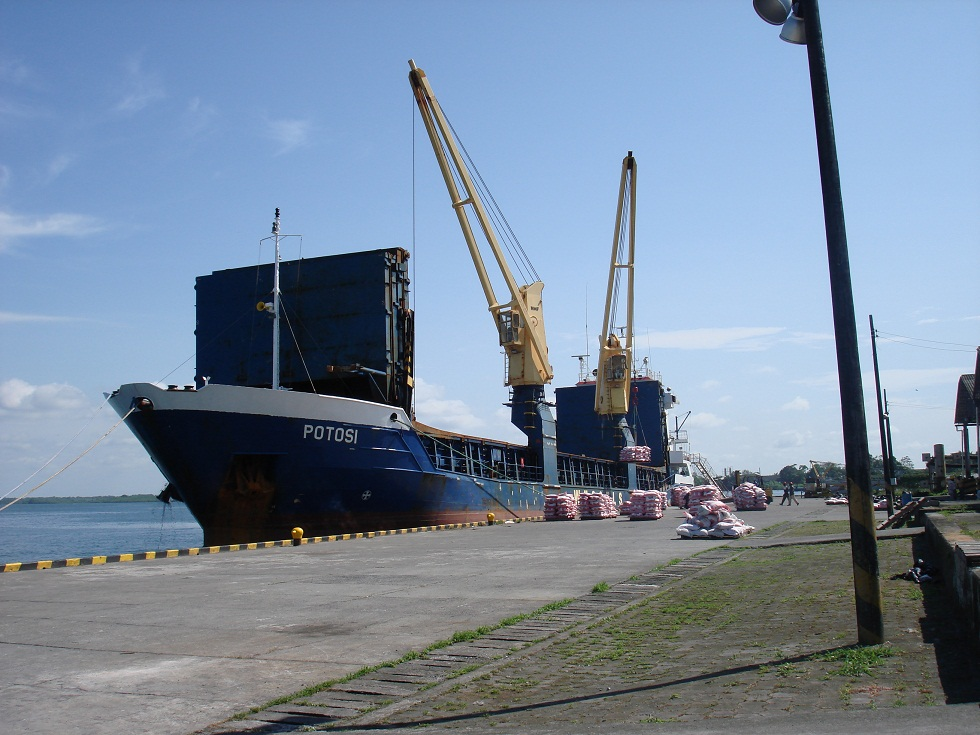
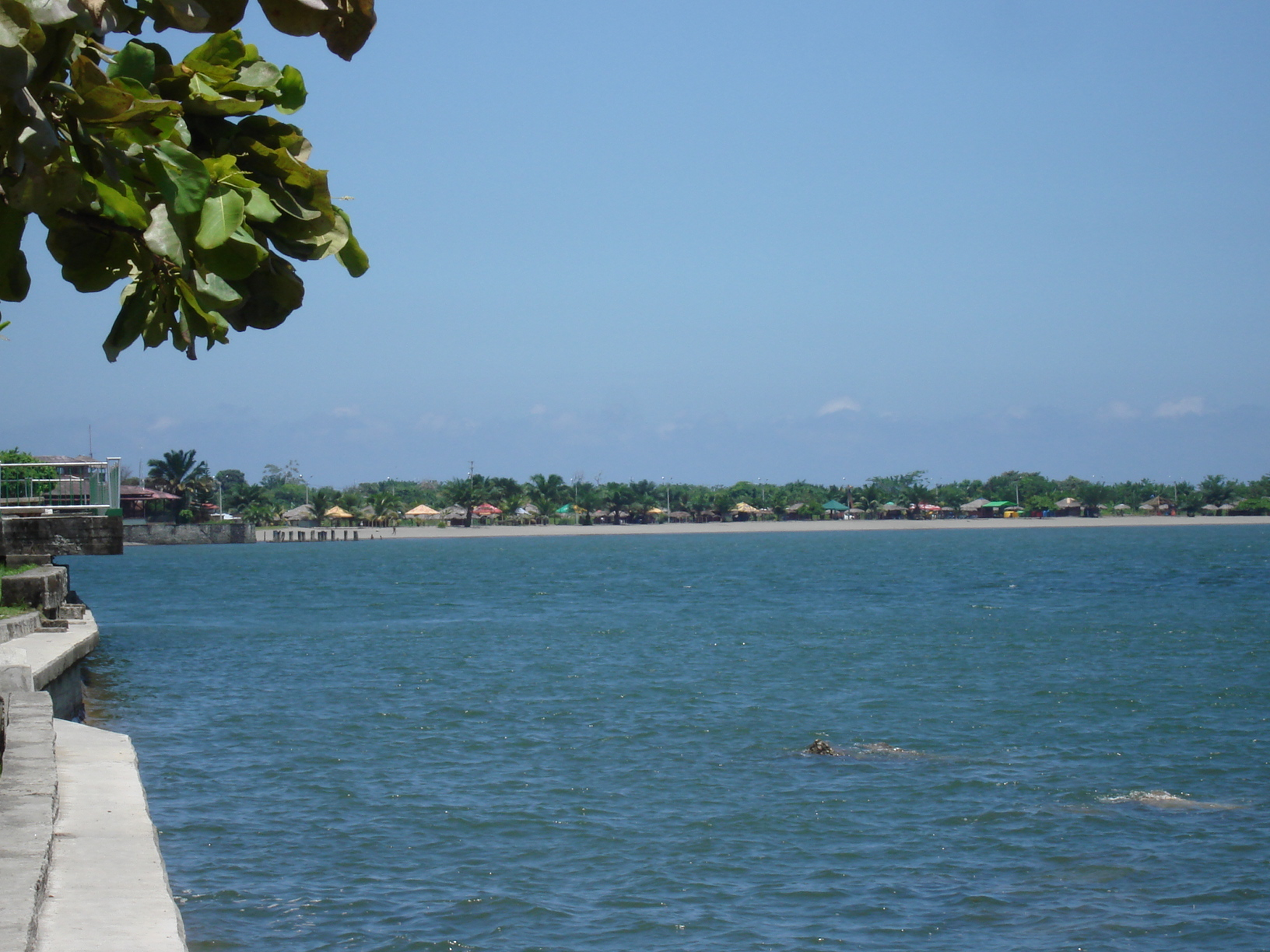
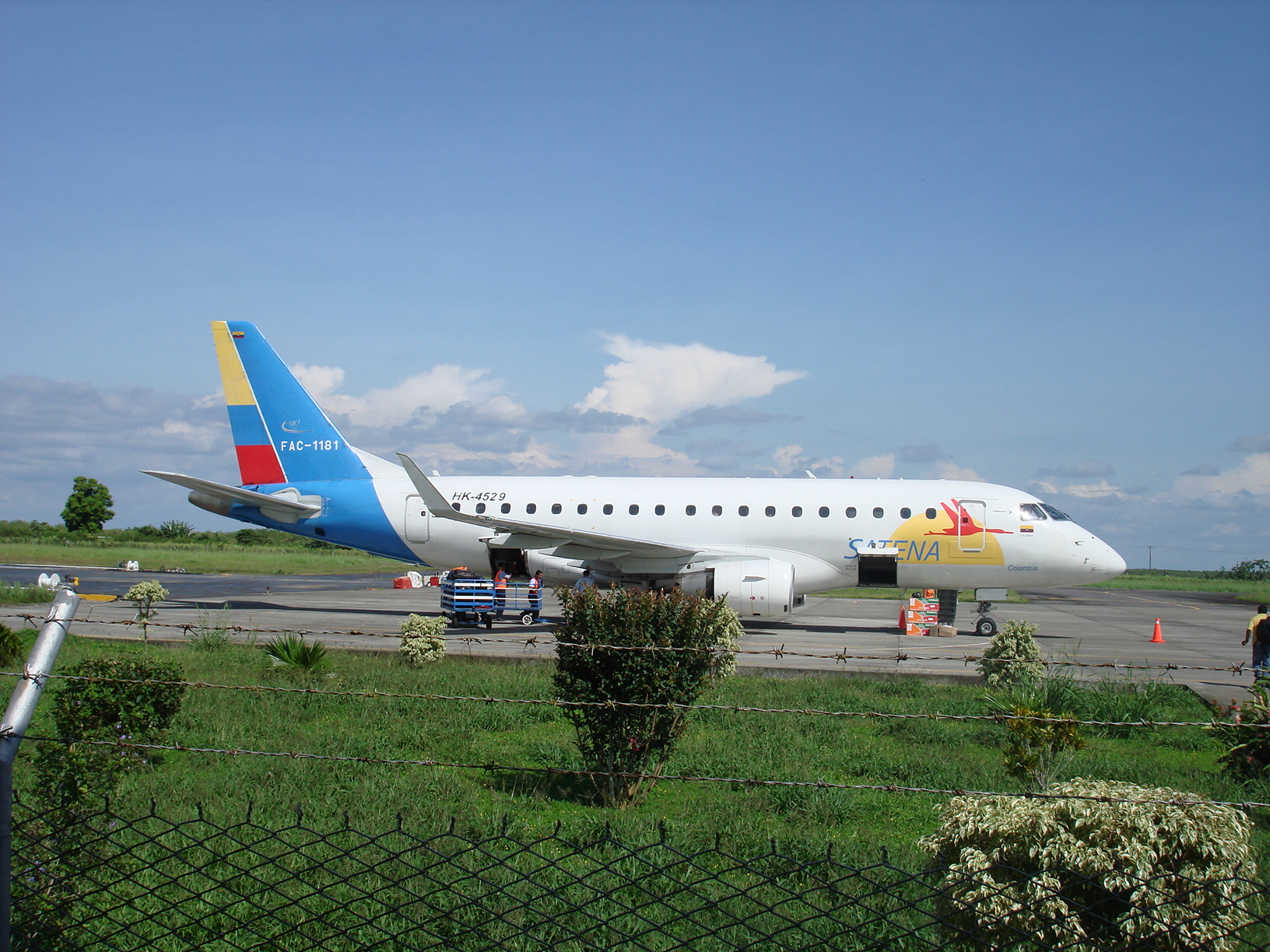

## أعلام
- جيمس أنغولو
- بابلو أرميرو
- أليساندرو فريجيريو
- ليدر بريسيادو
- فيكتور إيباربو